# Nypuritanism

År 2013 tog talmannen Susanne Eberstein bort "Juno", Schröders 1700-talsallegori över elementet "luft", från riksdagens gästmatsal, den ansågs opassande. Året innan hade Lina Esco grundat det feministiska nätverket Free the Nipple, med ett nytt kroppspositivistiskt synsätt..

Nypuritanism (av latin puritas ’renhet’) är en ofta negativt menad och nedsättande beteckning på dem som kritiserar dels sexuell frigjordhet, lättkläddhet, nakenhet, sexuella motiv i reklam, "sexualisering av det offentliga rummet", pornografi, prostitution med mera, dels rusdrycker.
Ordet puritanism syftar egentligen på anhängare av en sekt inom engelsk kalvinism under 1600-talet, men avser i överförd betydelse en person med sträng livsföring, en renhetsivrare. Viktorianismen under 1800-talet är ett exempel på nypuritanism.

## Nypuritanism under slutet av 1900-talet
Med 68-vänstern kom en fri och naturlig inställning till kroppen. Frigjord nakenhet utan könssegregation uppmuntrades, både inom familjen och i övriga sociala sammanhang. Topless blev vanligt på badstränder. Det skulle bidra till jämlikhet, jämställdhet och en sund inställning till sexualitet. På 1980-talet kom en motreaktion, främst grundad i aidsepidemin. Hela samhällsklimatet påverkades, bastuklubbslagen infördes 1987. Grundlagen ändrades, vissa pornografiska bilder förbjöds. Efter två decenniers debatt infördes sexköpslagen 1998.
I vår tid används "nypuritanism" ofta om en hållning som menats ha haft anhängare från sent 1990-tal, ofta förknippad med dels kristen höger exempelvis den sexualmoral som förespråkades av de amerikanska presidenterna Ronald Reagan och George W. Bush, dels politisk korrekthet och radikalfeminism.  
Strax före och kring år 2000, då internet blev tillgängligt för många i Sverige uppkom en ”allmän politisk oro som rörde den ökade förekomsten av sexualiserade bilder”. I Sverige myntades begreppet "sexualiseringen av det offentliga rummet" omkring 2004 och beskrevs som ett allvarligt hot. I regeringens proposition SOU 2005:66 konstaterades: 
"Regeringen menar att samhället präglas av en tilltagande sexualisering där kvinnors kroppar används för att dra uppmärksamheten till och sälja en vara eller tjänst, vilket bidrar till en avtrubbning som kan innebära en större acceptans för sexualiserat våld" (s. 553)
Även "sexualiseringen av det offentliga rummet" kopplades "framförallt till våld mot kvinnor" (s.70). Denna riskbild har haft starkt politiskt inflytande fram till omkring 2015. Antalet anmälda sexualbrott mot kvinnor har under lång tid legat på ca 2-3 %. Sedan 2015 har sexualbrott mot kvinnor i åldern 18-24 år på allmänna plats och med okänd gärningsman, årligen ökat kraftigt. Siffran var 2017 över 10 % (däremot har antalet personer som lagförs för brott inte ökat). Inget talar för att teorierna i regeringens proposition SOU 2005:66 kan förklara ökningen.
Det har funnits en oenighet om denna nypuritanism bara är ett skällsord eller om det verkligen är uttryck för en förändrad och ny moralism under 2000-talet.
I Danmark där nypuritanismen debatterats livligt bildades 2007 Seksualpolitisk Forum, ”et netværk, som har til formål at påvirke den seksualpolitiske debat i Danmark og udlandet i en frisindet og nøgtern retning”.